# Kalkoven De Valk

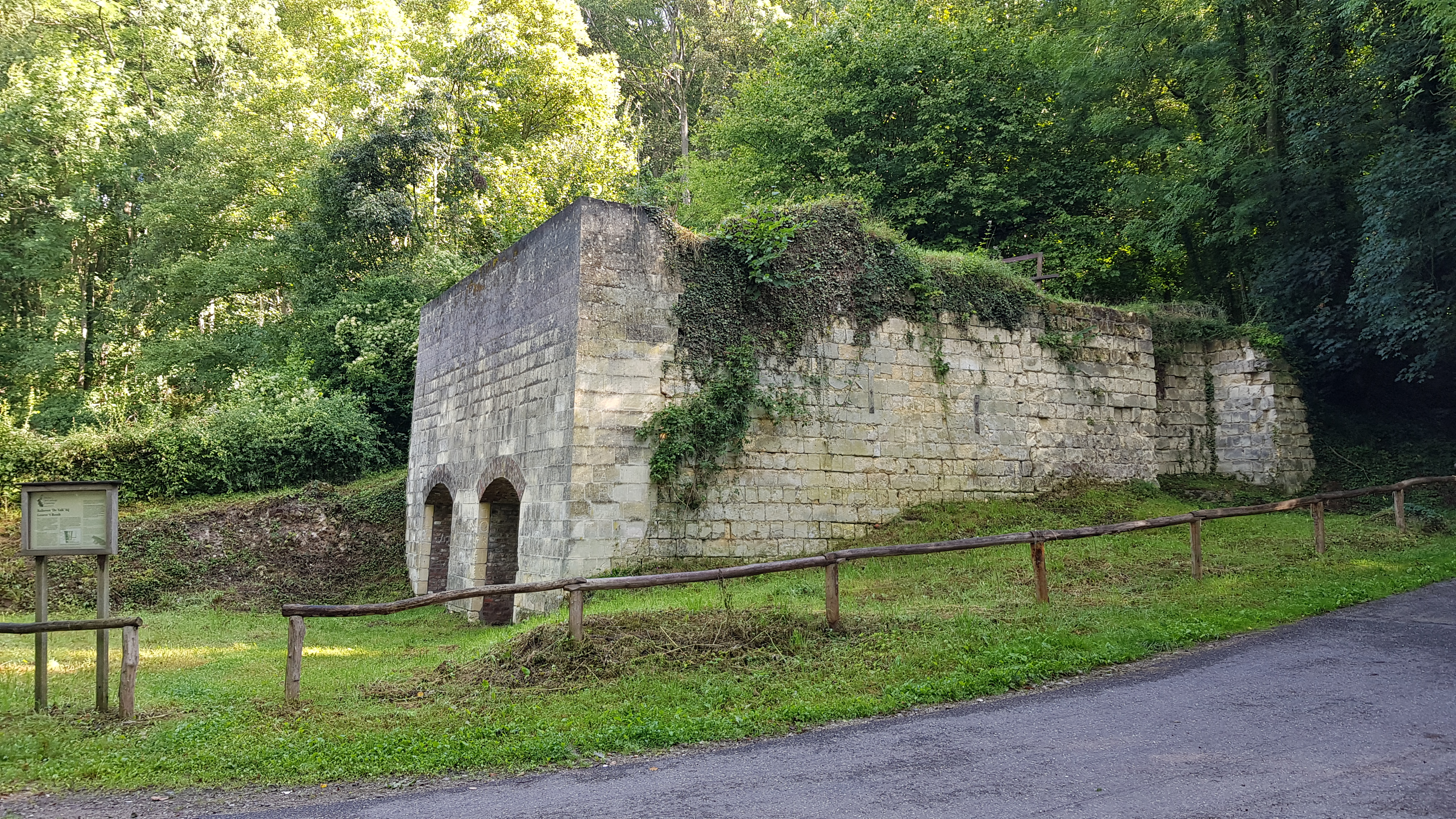
Kalkoven De Valk

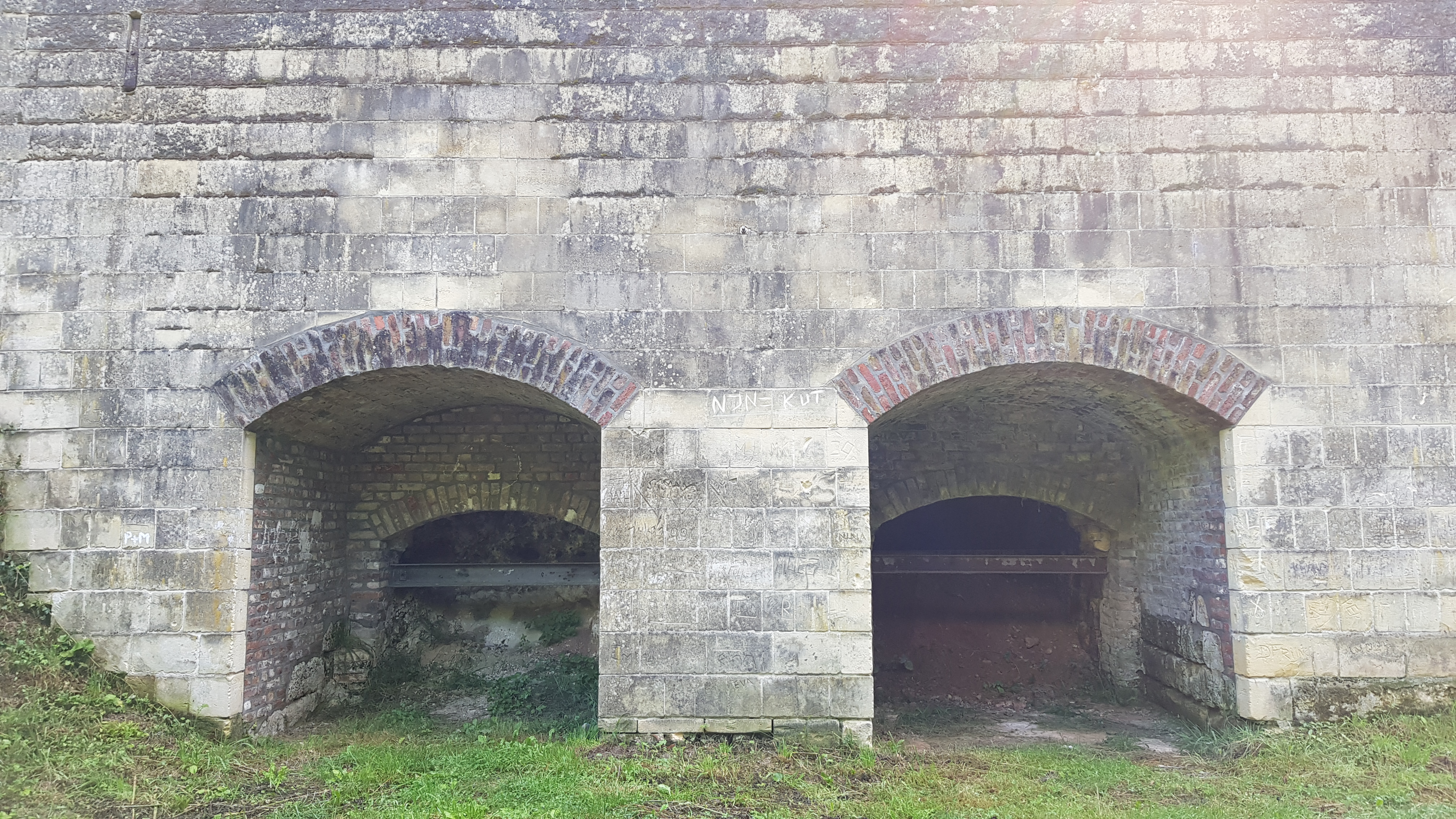

De Kalkoven De Valk is een kalkbranderij in de Nederlandse gemeente Eijsden-Margraten in Zuid-Limburg. Het bouwwerk staat ten zuidoosten van Bemelen aan de splitsing van de wegen Op de kuiper en 't Schoor. Ten zuiden van de kalkoven bevindt zich de met hek afgesloten ingang van Groeve 't Rooth.
Achter de kalkoven ligt de kalksteengroeve Mettenberggroeve V. Op het terrein van de Groeve 't Rooth staat ook een kalkbranderij, de Kalkoven 't Rooth.
De buitenzijde van de oven is als enige van Nederland opgetrokken in Limburgse mergel. De oven is eigendom van Het Limburgs Landschap.

## Geschiedenis
Rond 1933 werd de kalkoven gebouwd. De bouw was een werkgelegenheidsproject opgezet na de beurskrach van 1929.
Omstreeks 1964 werd de kalkoven gesloten.
In 2002-2003 werd de kalkoven gerestaureerd door de Stichting Instandhouding Kleine Landschapselementen in Limburg in opdracht van Het Limburgs Landschap.

## Oven
De oven werd gebruikt om kalk te branden. Allereerst werd de oven gevuld: onderin werd een laag hout gelegd, daarop bracht men een laag kalksteenblokken aan, daarna een laag fijnkool of cokes, daarna weer een laag kalksteenblokken, weer een laag fijnkool of cokes, weer een laag kalksteenblokken, en dit zo door totdat de oven helemaal gevuld was tot bovenin. Men stak vervolgens de oven van onderen aan en het vuur ging langzaam tussen het kalksteen door omhoog. Niet de gehele kolom van de oven brandde, maar enkel een bepaald gedeelte middenin. Boven het vuur zat het (ongebrande kalksteen) en onder het vuur de gebrande kalk. Tijdens het branden bereikte men in de oven een temperatuur van 1000 graden Celsius. Men moest van tijd tot tijd de oven laten trekken: het heen en weer trekken van het rooster om de gebrande kalk (kluitkalk) te laten zakken en te kunnen weghalen.
Als gevolg van het branden vindt er een ontleding plaats van de kalk in enerzijds calciumoxide (gebrande kalk) en anderzijds koolstofdioxide.
De kalk die uit de oven kwam kon men zo houden (ongebluste kalk/kluitkalk) of men kon de kalk blussen met water (gebluste kalk).
- De ongebluste kalk werd gebruikt in mortel als bindmiddel.
- De gebluste kalk werd gebruikt als pleisterkalk, voor het witten van huizen of het bemergelen van akkers.